# Catoptria acutangulellus
Catoptria acutangulellus là một loài bướm đêm trong họ Crambidae.